# Son Goku

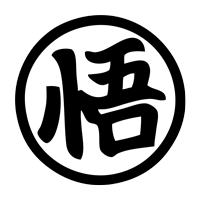
Símbol kanji de Gokū (go) que significa saviesa. Porta aquest símbol a l'uniforme durant la saga d'en Freezer i fins l'arc argumental dels androides.

En Son Goku (孫 悟空 Són Gokū), sovint anomenat simplement Goku (en el seu planeta natal es diu Kakarot (カカロット, Kakarotto)) és el personatge principal del manga i anime Bola de Drac, creat per Akira Toriyama, és un guerrer extraterrestre de la raça dels saiyajins provinent del planeta vegeta.
Al principi és un nen ingenu amb la cua de mico que, gràcies a un dur entrenament al qual va ser sotmès pel seu avi adoptiu Son Gohan, posseeix una força sobrenatural. Juntament amb els seus companys, Goku va a la recerca de les boles de drac i s'enfronta a rivals cada vegada més forts, que posen en perill tant la seva vida com la pau a la Terra. Al llarg del manga en Goku descobreix que en realitat és d'un altre planeta i pertany a la raça dels Saiyajin i que va ser enviat a la Terra amb la missió d'exterminar la humanitat i conquerir el planeta. No obstant això, a causa d'un fort cop al cap que va rebre quan era un nen, perd la memòria tant dels seus orígens com de la missió assignada.
A més del manga, en Goku apareix en totes les sèries, spin-off i OAV de la sèrie, així com en diferents mitjans de comunicació.

## Creació i inspiració

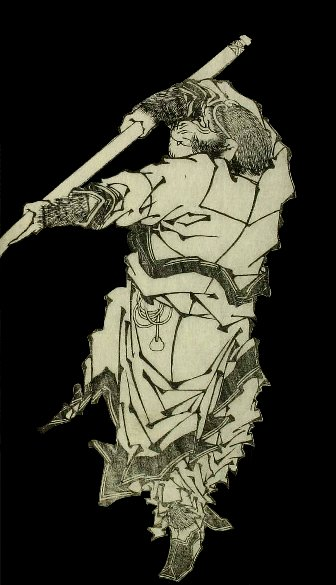
Sun Wukong.

El personatge d'en Son Goku està inspirat per una banda en el protagonista d'un manga anterior del mateix Toriyama, Tanton de Dragon boy, i per l'altre en Sun Wukong (孙悟空), protagonista de Viatge a l'Oest. En forma d'homenatge a aquest últim, Toriyama li va donar una cua de mico. A més a més, la transliteració de Sun Wukong és Son Goku. L'uniforme usat per en Goku s'inspira en la roba usada pels monjos de Shaolin a la Xina durant les celebracions; uniforme que també usava Sun Wukong.
La idea inicial de l'autor va ser que Goku fos un personatge que va lluitar en diferents planetes els quals arribava a través de l'ús de teletransport. No obstant això, Toriyama no estava entusiasmat amb el resultat, ja que amb aquesta capacitat li hauria concedit la capacitat de desplaçar-se molt ràpidament d'un lloc a un altre, de manera que la història seria curta. En el manga, aquesta idea torna a aparèixer quan Toriyama li dona aquesta habilitat de teletransportar des del seu retorn del planeta Yardrat (començament de la saga d'en cèl·lula).

### Desenvolupament a GT
Durant la fase de producció de la sèrie Bola de Drac GT els productors de l'anime van definir que el concepte de Bola de Drac era el creixement d'en Goku. Donat que en Goku ja s'havia tornat massa fort per seguir creixent, es va donar per un arc argumental on tornava a ser un nen petit. També es va optar per situar la història a l'espai, donat que no hi ha ningú suficientment fort com per rivalitzar amb en Son Goku. Tot i que Toriyama no va treballar en la sèrie, va estar darrere del disseny de molts personatges, incloent en Goku quan és petit i la seva evolució a quart nivell de superguerrer.

## Biografia

### Origen del personatge
El nom de veritat d'en Goku, Kakaroth (カカロット, Kakarotto), escrit en la llengua dels saiyajins; els noms dels saiyajins venen de les hortalisses, en el cas d'en Son Goku, la paraula Kakarot prové de la paraula anglesa carrot, pastanaga.
En Goku, que en realitat es diu Kakarot, és un saiyajin de baix nivell, igual que el seu pare; en Bardock, i el seu germà; en Raditz. Cop abans de la destrucció del seu planeta natal, Vegeta, en mans d'en Freezer, en Son Goku va ser enviat a la Terra per tal de destruir tota la seva població i conquerir-la. Una vegada va aterrar a la Terra, en concret prop de la muntanya Paoz, es va trobar amb l'home, Son Gohan, que el va adoptar i el va cuidar com si fos el seu propi net. Gohan va decidir entrenar al nen per tal que sigui un atleta molt fort arts marcials. En un principi, en Son Goku era un nen dolent que no parava de portar-se malament fins que un dia va caure de cap per un penya-segat, va perdre la memòria i amb ella la seva missió. Una nit de lluna plena, en Son Goku es va convertir en un mico gegant i va matar el seu avui. Al despertar, no recordava res i va atribuir la mort del seu avui a un mico gegant que viu prop de la muntanya. No va ser fins molt de temps després, lluitant contra en Vegeta que va descobrir que ell era el culpable d'aquella mort.

### Bola de drac
Al principi del manga en Goku coneix a la Bulma, amb la qual comença a buscar les set boles de drac per tot el món, i un cop reunides poder invocar el drac Shenron, capaç de concedir un desig. Sense saber-ho era el propietari d'una de les boles, la quarta, que era l'únic record que tenia del seu avi difunt. Durant el seu viatge es van reunint diferents personatges, entre ells: en Yamcha, l'Oolong o en Puar.

## Aparença

### Aspecte físic
Al principi de la sèrie en Son Goku és un nen petit amb els cabells negres, amb un tors muscular i una cua de mico. La cua, dins la història, és un tret característic de la seva espècie, els saiyajins. Al llarg del manga la perd tres vegades, la primera a mans d'en Yamcha i Puar per revertir la transformació en goril.la, 
la segona a Mans del seu aví al Palau de baba la vident, i la tercera a mans de Déu abans del 23è Torneig de les arts marcials. Li fan aparèixer de nou per a Bola de Drac GT. D'igual forma a la resta dels saiyajins, el seu cabell no canvia des del mateix moment del seu naixement. Al llarg de Bola de Drac Z la seva musculatura creix de forma progressiva, sent molt més corpulent al final. A la saga GT, en tornar a ser un nen petit perd aquesta musculatura, tret quan es transforma al 4t nivell de Supersaiyajin, que recupera el seu cos d'adult. En Vegeta explica que els saiyajins tenen una esperança de vida més alta que la dels humans i que a més a més la seva joventut és més llarga que la dels humans per tal de poder lluitar durant més temps.

## Dia d'en Goku
El 9 de maig de 2015 es va decretar al Japó el dia d'en Goku en honor d'aquest personatge. Es va escollí aquest dia pels número 5 i 9 ja que es pronuncien "Go" i "ku" respectivament i fan 05/09 9 de maig (segons la lectura japonesa dels dies).